# Spodoptera externa
Spodoptera externa är en fjärilsart som beskrevs av Walker 1856. Spodoptera externa ingår i släktet Spodoptera och familjen nattflyn. Inga underarter finns listade i Catalogue of Life.